# بنجامين إس. إدواردز
بنجامين إس. إدواردز (بالإنجليزية: Benjamin S. Edwards)‏ هو محامي وقاضي أمريكي، ولد في 3 يونيو 1818، وتوفي في 4 فبراير 1886.